# Konstantinopel in Istanboel
Konstantinopel in Istanboel is het 46e stripverhaal van De Kiekeboes. De reeks wordt getekend door striptekenaar Merho. Het album verscheen in 1990.

## Verhaal
Charlotte ziet een mooi tapijt en wil het onmiddellijk kopen. Als ze later terug gaat kijken is het tapijt verdwenen en ligt de tapijthandelaar bewusteloos op de grond. Konstantinopel ontdekt de dieven en schrijft hun nummerplaat (ALF-12) op. De heren zien hem en nemen hem mee. Fanny gaat op onderzoek, en, zonder het te weten, loopt ze recht in de val van een grote bende, die namaakartikelen van het populaire merk Zac maakt.